# 267 f.Kr.
| 267 f.Kr.          |
| ------------------ |
| Dødsfald - Fødsler |

## Begivenheder
- Romerne erobrer byen Brundisium.